# Ким Дон Ин
Ким Дон Ин (кор. 김동인; 2 октября 1900, Пхеньян — 5 января 1951, Сеул) — корейский писатель.

## Биография
Сын богатого землевладельца. Одно время посещал христианскую школу, в 1914 начал учиться в Токийском Институте, в 1915 перешёл в Академию Мэйдзи в Токио. Из-за смерти отца возвращается в 1917 году Корею и наследует его состояние. На следующий год женится и едет на учёбу в японский колледж, где изучает эстетику. После того как корейскими студентами, обучавшимися в Токио, была подписана «Декларация независимости», японские власти арестовали ряд студентов, в число которых случайно попал и Ким Донин. Увлёкшись идеей «искусства ради искусства», с 1919 в Корее начал издавать журнал «Чханджо» («Творчество»), в котором напечатал свой первый рассказ «Печаль слабого человека».
Блестящий стилист и знаток народно-разговорного языка, сыграл заметную роль в развитии жанра современного рассказа. Среди наиболее значительных его произведений натуралистические рассказы: «Прощальная мелодия» (1921), «Буйная соната» (1930); цикл рассказов «Записки человека, потерявшего родину» (1946) и романы (главным образом исторические) «Женщина» (1930—32), «Ыльчи Мундок» (1946) и др. В 20—30-х гг. активно выступал против Корейской федерации пролетарского искусства.
В 1927 году капиталы его заканчиваются, и его бросает жена. Женится вновь и работает в газете Чосон ильбо. В 1938 году попадает в тюрьму за Оскорбление императора Японии.

## Творчество
Во многом противопоставил своё творчество дидактизму Ли Гвансу. Новатор корейского языка. К известным рассказам относятся «Песня рыбака», «Письмо и фотография». Одним из самых обсуждаемых критиками произведений является натуралистичный рассказ «Картошка» («Камча», 1925).
В 1955 году журнал Sasangye установил Литературную премию Дон Ина.